# Onychogomphus serrulatus
Onychogomphus serrulatus är en trollsländeart som först beskrevs av Karsch 1898.  Onychogomphus serrulatus ingår i släktet Onychogomphus och familjen flodtrollsländor. Inga underarter finns listade i Catalogue of Life.